# Alpha Zulu
Alpha Zulu è il settimo album in studio del gruppo musicale francese Phoenix, pubblicato il 4 novembre 2022 da Loyauté e Glassnote.

## Tracce
1. Alpha Zulu – 2:52
2. Tonight (featuring Ezra Koenig) – 4:06
3. The Only One – 3:29
4. After Midnight – 3:11
5. Winter Solstice – 3:56
6. Season 2 – 2:47
7. Artefact – 3:24
8. All Eyes on Me – 3:04
9. My Elixir – 3:32
10. Identical – 5:02

## Formazione
- Thomas Mars – voce
- Deck d'Arcy – basso, tastiera
- Laurent Brancowitz – chitarra, tastiera
- Christian Mazzalai – chitarra
- Ezra Koenig – voce (in Tonight)
- Thomas Hedlund – batteria, percussioni (in After Midnight)
- Rob – tastiera (in All Eyes on Me)